# Эльм, Расмус
Расмус Кристоффер Эльм (швед. Rasmus Christoffer Elm; 17 марта 1988, Кальмар, Швеция) — шведский футболист, выступавший на позиции полузащитника.

## Карьера
Ранние годы своей карьеры Эльм провёл в шведских клубах «Johansfors IF» и «Emmaboda IS», выступавших в низших дивизионах страны. Его первым серьёзным клубом стал «Кальмар», куда шведский футболист пришёл в январе 2005 года. Он выступал за этот клуб до августа 2009 года. За это время полузащитник провёл 96 игр в Аллсвенскане и забил 17 голов. В 2007 году Эльм помог команде занять 2 место в чемпионате, выиграть национальный кубок. В сезоне 2008 он вместе с командой стал победителем чемпионата Швеции (впервые в истории клуба «Кальмар»), а также финалистом Кубка страны.
Благодаря своей удачной игре в «Кальмаре», шведский футболист привлёк внимание клуба АЗ из Нидерландов. 27 августа 2009 года Расмус Эльм подписал с этим клубом четырёхлетний контракт. Дебют полузащитника в чемпионате Нидерландов состоялся 12 сентября 2009 года во встрече с «АДО Ден Хааг». В своём первом сезоне за АЗ Эльм провёл 23 матча и забил 3 гола. В следующем сезоне 2010/11 он участвовал в 28 играх чемпионата и отметился 5 голами.
В конце 2011 года появилась информация, что в услугах шведского футболиста заинтересован московский ЦСКА. Однако Расмус Эльм принял решение остаться в прежнем клубе. Чтобы склонить Эльма к переходу в ЦСКА, московским клубом был куплен его соотечественник и одноклубник — Понтус Вернблум.

### ЦСКА (Москва)
В июле 2012 года сообщалось о возобновлении переговоров по поводу перехода Эльма в стан красно-синих. 25 июля стало известно, что клуб из России договорился с АЗ о покупке полузащитника, сумма трансфера предположительно составит более 6 млн евро. 30 июля футболист подписал с ЦСКА трёхлетний контракт.
4 августа 2012 года в матче против санкт-петербургского «Зенита», Эльм дебютировал в новом клубе. Первый свой гол за ЦСКА забил 21 октября 2012 года с пенальти в матче против казанского «Рубина». В 14-м туре чемпионата России по футболу Расмус отметился голом со штрафного в ворота «Локомотива» (2:1). Расмус был дважды включен в список 33 лучших игроков РФПЛ — в 2013 и 2014 годах. По итогам сезона 2013/14 ЦСКА вёл сложные переговоры с Эльмом о продлении контракта, и приблизительно в этот момент у игрока была обнаружена неизлечимая болезнь желудка, из-за которой он мог в тот момент даже завершить карьеру:
«Он болен и тренироваться не может. Как только он увеличивает нагрузки, у него идёт кровь. Есть вероятность, что он вообще прекратит играть в футбол. Главное, чтобы как человек он не стал инвалидом. Мы выполняем все условия по контракту с Расмусом. Мне сказали, что в мире с такой болезнью есть десять футболистов и девять из них уже не выходят на поле. Если он позволит себе где-то когда-то играть, то как минимум рискует стать инвалидом, как максимум может умереть.» (Евгений Гинер, 31 октября 2014)
В конце декабря 2014 года ЦСКА отзаявил Расмуса Эльма из заявки команды на чемпионат, ожидая результатов обследования, которое покажет, сможет ли Эльм продолжить карьеру. Контракт футболиста с ЦСКА заканчивался летом 2015 года. 3 января клуб и Эльм по обоюдному согласию расторгли контракт из-за проблем игрока с желудком. После разрыва контракта с Эльмом у клуба осталась договоренность с игроком о том, что в случае возобновления карьеры ЦСКА будет иметь право первым предложить ему условия нового контракта.

### Кальмар
20 января 2015 года Расмус Эльм подписал контракт до 2016 года с клубом «Кальмар», где игрок начинал свою карьеру. 18 июля 2015 года впервые появился на поле в официальном матче за новый клуб выйдя на поле на 72-й минуте матча 16-го тура чемпионата Швеции, в котором «Кальмар» принимал «Фалькенберг». Игра завершилась со счётом 4:0 в пользу «Кальмара».

## Международная карьера
В августе 2007 года состоялся дебют Эльма в молодёжной сборной Швеции: игрок вышел на замену в матче со сверстниками из Уэльса. До этого он выступал в юношеской сборной своей страны. В 2009 году швед принял участие в молодёжном чемпионате Европы по футболу, где его команда в полуфинале проиграла англичанам в серии послематчевых пенальти. В том же году тренер главной сборной страны Ларс Лагербек включил полузащитника в состав команды на ближайшие товарищеские игры. Он дебютировал за сборную в январе 2009 года, а 11 февраля забил свой первый гол во встрече с Австрией. После этого футболист стал привлекаться и к официальным матчам в рамках отборочного этапа к Евро-2012. На Евро-2012 провел два матча.

## Достижения
«Кальмар»
- Чемпион Швеции (1): 2008
- Обладатель Кубка Швеции (1): 2007

ЦСКА
- Чемпион России (2): 2013, 2014
- Обладатель Кубка России (1): 2013
- Обладатель Суперкубка России (2): 2013, 2014
- Включён в список 33 лучших футболистов чемпионата России: 2012/13 (№ 3), 2013/14 (№ 1)

## Личная жизнь
Имеет двух старших братьев Давида и Виктора, которые тоже являются футболистами. Оба являются одноклубниками Расмуса по «Кальмару».

## Статистика за ПФК ЦСКА
| Сезон     | Чемпионат России | Чемпионат России | Чемпионат России | Кубок России | Кубок России | Кубок России | Суперкубок | Суперкубок | Суперкубок | Лига Европы | Лига Европы | Лига Европы | Лига Чемпионов | Лига Чемпионов | Лига Чемпионов | Всего | Всего | Всего |
| Сезон     | Игры             | Голы             | Г.П.             | Игры         | Голы         | Г.П.         | Игры       | Голы       | Г.П.       | Игры        | Голы        | Г.П.        | Игры           | Голы           | Г.П.           | Игры  | Голы  | Г.П.  |
| --------- | ---------------- | ---------------- | ---------------- | ------------ | ------------ | ------------ | ---------- | ---------- | ---------- | ----------- | ----------- | ----------- | -------------- | -------------- | -------------- | ----- | ----- | ----- |
| 2012/2013 | 26               | 5                | 2                | 3            | 0            | 0            | 0          | 0          | 0          | 2           | 0           | 0           | 0              | 0              | 0              | 31    | 5     | 2     |
| 2013/2014 | 21               | 0                | 1                | 3            | 0            | 0            | 1          | 0          | 0          | 0           | 0           | 0           | 4              | 0              | 0              | 29    | 0     | 1     |
| Итого     | 47               | 5                | 3                | 6            | 0            | 0            | 1          | 0          | 0          | 2           | 0           | 0           | 4              | 0              | 0              | 60    | 5     | 3     |